# Alngith jezik
Alngith jezik (ISO 639-3: aid), jedan od četiri predstavnika sjevernih pama jezika (svi izumrli), koji se donedavno govorio na australskom poluotoku York na području države Queensland.
Bilo je 3 govornika (1981 Wurm and Hattori), od kojih ga više nitko ne govori (Wurm 2003). Pripadao je porodici pama-nyunga.

## Vanjske poveznice
- Ethnologue (14th)